# 搶救貧窮大作戰
搶救貧窮大作戰（日语：／ Ai no Binbō Dasshutsu Daisakusen）是一部由東京電視台製作，並於1998年4月13日到2002年9月23日之間於東京電視網在每周一21:00 - 21:54播出的電視節目，節目結束後仍有幾集不定期特別節目。節目大綱為，社會中窮困潦倒的人寫信到節目製作單位求援，製作單位受理後，由主持人三野文泰和節目團隊洽請達人廚師教導委託人烹飪，（向節目求助的大部份為餐飲業）習得一技之長，以期脫離貧窮的實鏡秀類型的綜藝節目。

## 節目內容
- 由主持人三野文泰拿出委託人信件念出委託內容(除了信件，也有電子郵件和電話錄音報名)。
  - 集體合宿會跳過信件的部份直接播放影片。
- 部份集數會請委託人的父母或其配偶子女出場。
- 播放委託人店面狀況影片。
- 影片播放完畢由主持人三野文泰念出製作單位擬定的策略。
- 接著播出委託人到製作單位委託的達人處習得一技之長(部份集數有時會要求委託人自行尋找達人拜師學藝)。
- 影片播放完畢後，委託人會現身攝影棚，將做好的餐點送給來賓和全場觀眾試吃。
- 由委託人念出自己所寫的信件來像家人或是朋友親屬表達自己的歉意和反省之意。
- 委託人離場後，由主持人三野文泰要求現場觀眾以橘卡或是藍卡來代表是否看好委託人未來能否脫貧，橘卡表示看好，藍卡表示仍有疑慮。

因為有些人只是想宣傳，所以2001年10月22日之後的節目進行方式，改成先由三野文泰親自面試委託人之後，再評估是否進行搶救。

## 軼事
- 雖然該節目以餐飲業脫貧為主，但過去也有接手蔬菜店、酒吧、豆腐工廠、超市和民宿的案例。
- 節目每隔一段時間都會突擊檢查看店主是否有遵照達人的教誨來讓店內生意興盛起來。
- 主持人三野文泰曾在某集節目表示，突擊檢查不合格的店家嚴重時會沒收其招牌。
- 該節目雖然多在日本拍攝，但曾有兩次修業前往國外拍攝，分別是第22集前往法國學習可頌麵包，第111集則前往台灣學習小籠包。
- 翁倩玉為該節目播畢前唯一邀請過的外國明星來賓。

## 經搶救後較為成功的店家[3][4][5][6]

### 至2022年仍營業中的店家
- 編號2，1998年4月13日播出，便當店「超好吃亭」(めちゃうま亭)，位於大阪府大阪市，後來公司化並轉型為專門做外帶便當。[7]
- 編號31，1998年12月7日播出，壽司店「松元」(まつ元)，位於大阪府堺市(原位於泉大津市)。[8]
- 編號32，1998年12月14日播出，烏龍麵店「小峰」，位於東京都稻城市。
- 編號36，1999年1月25日播出，漢堡排餐廳「企鵝」(ペンギン)，位於茨城縣櫻川市，這間被視為這節目最成功的店家。
- 編號44，1999年3月22日播出，酒吧「KENT」，位於大阪府大阪市道頓堀。
- 編號72，1999年11月8日播出，廣島燒店「妃奈」(ひな)，位於東京都荒川區。[9]
- 編號85，2000年2月7日播出，拉麵店「丸六拉麵」(まるむラーメン)，位於東京都日野市。
- 編號102，2000年7月31日播出，拉麵店「元氣拉麵」(元気らーめん)，位於宮崎縣東臼杵郡。[10]
- 編號108，2000年9月18日播出，喫茶店「Art」(アート)，位於北海道函館市。
- 編號113，2000年11月13日播出，麵包店「麵包工房  麥」(パン工房　麦)，位於栃木縣宇都宮市。
- 編號116，2000年11月27日播出，民宿「曉園」(暁園)，位於茨城縣北茨城市。[11]
- 編號117，2000年12月4日播出，拉麵店「蒲公英」(たんぽぽ)，位於神奈川縣伊勢原市。
- 編號128，2001年3月19日播出，大阪燒店「文福」(ぶん福)，位於北海道旭川市。
- 編號154，2001年12月10日播出，溫泉旅館「倉淵溫泉」(倉渕温泉)，位於群馬縣高崎市，但不確定經營者是否有更換，此旅館的員工宿舍在2003年曾發生火災，造成一名員工死亡，但並非節目中出現的三人。[12]
- 編號161，2002年4月15日播出，大阪燒店「加爾各答」(カルカッタ)，位於大阪府堺市。
- 編號177，2002年8月19日播出，炒麵店「小富」(富ちゃん)，位於群馬縣安中市。
- 編號179，2002年9月9日播出，蛋包飯店「歐姆歐姆」(オムオム)，位於香川縣坂出市。
- 編號182，2011年2月27日播出，拉麵店「麵屋  翔」，位於東京都新宿區，但其位於御徒町的分店於2021年10月31日結束營運。[13]
- 編號183，2011年2月27日播出，拉麵店「味一」，位於東京都西東京市(原位於新宿區)。
- 編號184，2011年2月27日播出，拉麵店「中華飛天」，位於埼玉縣三鄉市。
- 編號185，2012年4月9日播出，拉麵店「小加」(かっちゃん)，位於茨城縣笠間市。

### 營業10年以上歇業的店家
- 編號3，1998年4月20日播出，大阪燒店「阿爾卑斯」(あるぷす)，位於愛知縣知多郡，因老闆身體狀況不佳於2014年2月28日歇業。[14]
- 編號21，1998年9月7日播出，義大利麵店「Taste Hill」(テイストヒル)，位於千葉縣流山市，2017年5月歇業。
- 編號33，1999年1月4日播出，章魚燒店「章魚作」(たこ作)，位於茨城縣土浦市，老闆為照顧年邁的雙親.加上債務已經還清而於2015年決定歇業。
- 編號40，1999年2月22日播出，那須高原旅館「車站」(那須高原ペンション駅)，位於栃木縣那須郡，因COVID-19疫情自2021年1月15日起暫停營業。[15]
- 編號43，1999年3月15日播出，麵包店「Wing Bakery」(ウィングベーカリー)，位於山梨縣甲府市，約營業至2015年。
- 編號50，1999年5月17日播出，豆腐工廠店「和屋」(なごみ屋)，位於靜岡縣牧之原市，2009年年底歇業。
- 編號52，1999年5月31日播出，拉麵店「橫濱拉麵」(横浜ラーメン)，位於茨城縣行方市，約營業至2016年。
- 編號56，1999年7月12日播出，壽司店「福扇」，位於大阪府豐中市，約於2014年歇業。
- 編號68，1999年10月11日播出，點心店「古賀乃屋」，位於福岡縣朝倉市，因COVID-19疫情於2020年5月底歇業。
- 編號74，1999年11月22日播出，居酒屋「名寄亭」(なよろ亭)，位於愛知縣刈谷市，約於2012年歇業。
- 編號83，2000年2月7日播出，拉麵店「丸見拉麵」(まるみらーめん)，位於茨城縣鹿島市，因道路拓寬工程於2015年歇業。
- 編號140，2001年6月25日播出，民宿「陽光普照之處」(陽の当たる場所)，位於北海道俱知安町，2019年10月歇業。[16]
- 編號146，2001年9月3日播出，燒肉店「北爪」(きたづめ)，位於群馬縣桐生市，約營業至2016年。
- 編號150，2001年10月22日播出，雞肉料理店「鳥乃居」，位於大阪府大阪市城東區，約於2011年11月歇業。
- 編號157，2002年2月18日播出，章魚燒店「章魚源」(たこ源)，位於靜岡縣三島市，約於2012年歇業。
- 編號159，2002年2月25日播出，居酒屋「英」(ひで)，位於兵庫縣南淡路市，約營業至2013年。
- 編號160，2002年4月8日播出，便當店「喜多方屋」，位於神奈川縣川崎市，約營業至2015年。
- 編號174，2002年7月29日播出，拉麵店「野永屋」(野永や)，位於神奈川縣橫濱市(原位於相模原市)，2014年歇業。

### 狀況較特殊的店家
- 編號58，1999年7月26日播出，拉麵店「虎心房」，2005年後由女兒交棒並將店由東京都稻城市遷移至町田市，並更名為「胡心房」，2018年歇業至2020年9月重新營業，至2022年7月15日結束營業。
- 編號73，1999年11月15日播出，台灣料理店「高雄」，歇業後到台灣高雄市三民區開店「長崎食堂」，目前仍營業中。
- 編號79，2000年1月10日播出，章魚燒店「章魚咲」(たこ咲)，位於愛知縣名古屋市，因老闆身體狀況不佳於2021年年初暫停營業，但規劃於2022年9月恢復營業。
- 編號120，2000年12月4日播出，5人同時拉麵修業節目中未合格的小南，後來仍於北海道函館市開店「中國料理  南」(中国料理  みなみ)至2019年，現因身體狀況不佳休業中。
- 編號124，2001年2月5日播出，相撲火鍋店「新山」於2010年6月歇業，老闆新山勝利自2003年起再度回歸職業摔角界，2010年起成為泰山後藤率領的超級FMW職業摔角團體所屬選手，以「ザ・グレート・パンク」作為擂台名。
- 編號127，2001年3月5日播出，拉麵店「香源拉麵」(香源ラーメン)老闆於節目中是在「緣屋」(縁や)修業，但是後來又到「大勝軒」修業，並於2003年1月開店「綾瀬大勝軒」，目前仍營業中。[17]

## 同类節目

### 新加坡
搶攤大行動(Buzzing Cashier)(2008-2009) - 新傳媒8頻道播出, 分為兩個系列。2018年, 5頻道英語版播出時名為"Buzzing Hawkers"。

### 英國
• Ramsay's Kitchen Nightmares ，2004年4月27日一2014年10月14日由福斯廣播公司播出。
•《廚房噩夢》（英語：Kitchen Nightmares）2007年9月19日由福斯廣播公司播出，在2013年4月5日播畢最後的第六季。
二個系列的改造者皆為之後因地獄廚房出名的廚師戈登·拉姆齊，不同於搶救貧窮大作戰有不同的行業，這二個系列都只有餐飲業。

## 來源
1. ↑  . 國興衛視. 2017-04-18  [2019-04-08]. （原始内容存档于2020-11-25） （中文）.
2. ↑  .   [2021-06-11]. （原始内容存档于2021-07-22）.
3. ↑  .   [2021-06-06]. （原始内容存档于2021-12-09）.
4. ↑  .   [2021-06-06]. （原始内容存档于2021-07-22）.
5. ↑  .   [2021-06-06]. （原始内容存档于2021-07-22）.
6. ↑  .   [2021-06-06]. （原始内容存档于2021-07-22）.
7. ↑  .   [2021-07-31]. （原始内容存档于2021-07-31）.
8. ↑  https://www.facebook.com/sushi.matugen/
9. ↑  https://www.facebook.com/%E5%BA%83%E5%B3%B6%E3%81%A6%E3%81%A3%E3%81%B1%E3%82%93%E3%81%AE%E5%BA%97%E3%81%B2%E3%81%AA-1728533090693073/
10. ↑  .   [2021-07-31]. （原始内容存档于2021-07-31）.
11. ↑  .   [2021-07-31]. （原始内容存档于2021-10-10）.
12. ↑  .   [2021-07-31]. （原始内容存档于2021-12-06）.
13. ↑  .   [2021-07-31]. （原始内容存档于2021-07-31）.
14. ↑  .   [2021-07-31]. （原始内容存档于2021-07-31）.
15. ↑  .   [2021-07-31]. （原始内容存档于2021-12-08）.
16. ↑  .   [2021-07-31]. （原始内容存档于2021-12-09）.
17. ↑  .   [2021-07-03]. （原始内容存档于2021-07-22）.
18. ↑  ,   [2022-09-20], （原始内容存档于2022-09-22） （英语）